# Anda (Bohol)
Anda é um município de  quinta classe de renda municipal (d) na província Bohol, nas Filipinas. De acordo com o censo de 1 de maio  de  2020 possui uma população de 17 778 pessoas e 4 418 domicílios.